# Lauv
Lauv (San Francisco, 8 augustus 1994) is het pseudoniem van de Amerikaanse zanger Ari Staprans. Zijn debuut-ep Lost in the Light werd uitgebracht in 2015. Een van zijn bekendste liedjes heet I Like Me Better.

## Persoonlijk leven
Staprans is geboren in San Francisco, Californië. Hij studeerde muziektechnologie in New York bij het New York University. Zijn moeder is van Letse afkomst en zijn vader Pools-Joods en Russisch-Joods. Hij zat in verschillende bands.

## Carrière
In 2019 bracht hij een single uit met Troye Sivan. Ondertussen bracht hij ook een single uit met Anne-Marie, genaamd ‘fuck, I’m lonely’.

## Discografie

### Albums
- I Met You When I Was 18 (playlist)
- Lost in the Light
- Lauv EP: Japan edition
- Helix - Volume 1
- ~ how i'm feeling ~

### Nummers
- I Like Me Better (2017)
- There's No Way (2018)
- Paris in The Rain (2017)
- A Different Way (2017)
- Chasing Fire (2018)
- Never Not (2018)
- Getting Over You (2018)
- Enemies (2018)
- The Story Never Ends (2018)
- Easy Love (2017)
- Breathe (2017)
- The Other (2015)
- Superhero (2018)
- Reforget (2015)
- Bracelet (2018)
- Paranoid (2018)
- Adrenaline (2015)
- Comfortable (2015)
- Come Back Home (2015)
- Question (2016)
- Don't Matter (2017)
- I'm So Tired... (2019)
- Drugs & The Internet (2019)
- Sad Forever (2019)
- Fuck, i’m lonely (2019)
- feelings (2019
- make it right (2019)
- sims (2019)
- mean it (2019)
- Changes (2019)
- Tattoos together (2019)
- Modern Loneliness (2020)
- Who (2020)
- Fake (2021)
- Steal The Show (2023)